# Stadlberg (Feldkirchen-Westerham)
Stadlberg ist ein Ortsteil der Gemeinde Feldkirchen-Westerham im Landkreis Rosenheim. Die Einöde liegt östlich von Ast auf einer Höhe von 586 m ü. NN und hat zwei Einwohner (Stand 31. Dezember 2004).
Koordinaten: 47° 54′ N, 11° 52′ O